# Puccinia thomasii
Espèce
Puccinia thomasii est une espèce de champignons de la famille des Pucciniaceae.

## Description
Le champignon forme des télia, en tas brun foncé atteignant 8 mm de long, principalement sur les pétioles. Les spores sont ovoïdes et lisses ; le pédicelle est transparent, fin, cassant.

## Parasitisme
Puccinia thomasii a pour plante hôte Pachypleurum mutellinoides et Ligusticum scothicum.